# Словарь грибов Эйнсуорта и Бисби
«Словарь грибов Эйнсуорта и Бисби» (англ. Ainsworth & Bisby's Dictionary of the Fungi) — научное издание межправительственной организации CABI (CAB International; ранее — Commonwealth Agricultural Bureaux, Сельскохозяйственное бюро Содружества). Предыдущие издания — Международного микологического института (International Mycological Institute, IMI), Микологического института Содружества (Commonwealth Mycological Institute), Имперского микологического института (Imperial Mycological Institute, Великобритания) и др. Содержит статьи о таксонах грибов, в том числе лишайников, миксомицетов, дрожжей, а также микологические термины, сведения о микотоксинах и других метаболитах грибов, биографические сведения, теоретические и прикладные аспекты микологии.
Систематика грибов и грибоподобных организмов, принятая в «Словаре», хотя и может отличаться от систематики, принятой в научных журналах, представляет собой стабилизированную консенсусную систему. Это позволяет использовать её в учебных пособиях по микологии, монографиях по группам таксонов и определителях грибов.

## Издания
Впервые «Словарь грибов» издан в 1943 году, затем многократно переиздавался в дополненном и переработанном виде.

### Издания 1—7
1-е издание:
- Ainsworth G. C., Bisby G. R. A Dictionary of the Fungi. — The Imperial Mycological Institute, 1943. — 359 p.

2-е издание:
- Ainsworth G. C., Bisby G. R. A Dictionary of the Fungi. — The Imperial Mycological Institute, 1945. — 431 p.

3-е издание:
- Ainsworth G. C., Bisby G. R. A Dictionary of the Fungi. — Commonwealth Mycological Institute, 1950. — 447 p.

4-е издание:
- Ainsworth G. C., Bisby G. R. A Dictionary of the Fungi. — Imperial Mycological Institute, 1954. — 475 p.

5-е издание:
- Ainsworth G. C., Bisby G. R. Dictionary of the Fungi. — Commonwealth Mycological Institute, 1961. — 547 p.

6-е издание:
- Ainsworth G. C., Bisby G. R. Dictionary of the Fungi. — Commonwealth Mycological Institute, 1971. — 663 p.
- Ainsworth G. C., Bisby G. R., Hawksworth D. L. Dictionary of the Fungi:Ainsworth & Bisby's. — CAB International, 1978. — 631 p.

7-е издание:
- Ainsworth G. C., Bisby G. R., Hawksworth D. L., Sutton B. S. Ainsworth & Bisby's Dictionary of the Fungi. — Commonwealth Mycological Institute, 1983. — 445 p.

### 8-е издание
- Ainsworth G. C., Hawksworth D. L., Bisby G. R. Ainsworth & Bisby's Dictionary of the Fungi / Ed. by D. L. Hauksworth, P. M. Kirk, B. C. Sutton, D. M. Pegler. — CAB International, 1995. — 616 p. — ISBN 0851988857.
- Ainsworth G. C., Hawksworth D. L., Bisby G. R. Ainsworth & Bisby's Dictionary of the Fungi. — World Book Publishing, 1998. — 616 p. — ISBN 7506235390.

Содержит около 20 000 статей. Классификация грибов пересмотрена с учётом данных молекулярной филогенетики, издание дополнено дихотомическим ключом для распознавания семейств во всех группах, списком принятых родов, семейств и т. д., обновлены и добавлены иллюстрации, добавлены статьи о микологических коллекциях, терминах и др.
Данные восьмого издания нашли отражение во многих публикациях по микологии.

### 9-е издание
Ainsworth G. C., Kirk P. M., Bisby G. R. Ainsworth & Bisby's Dictionary of the Fungi / Ed. by P. M. Kirk, P. F. Cannon, G. David, J. A. Stalpers. — CAB International, 2001. — 655 p. — ISBN 085199377X.
В девятом издании представлены данные об около 20 500 таксонах.
Изменения и дополнения:
- систематика переработана с учётом новых данных молекулярной таксономии по гену 18S рРНК[1], обновлена классификация аскомицетов;
- анаморфные роды интегрированы в систему аско- и базидиомицетов;
- дополнено сравнением системы грибов с системой, принятой в 8-м издании.

### 10-е издание
Kirk P. M., Cannon P. F., Minter D. W., Stalpers J. A. et al. Ainsworth & Bisby's Dictionary of the Fungi. — CAB International, 2008. — 771 p. — ISBN 978-0-85199-826-8.
Содержит около 21 000 статей, наиболее полно представлены родовые таксоны, в отдельные секции выделены таксоны грибоподобных протистов и представителей царства Chromista. Систематика согласована с данными мультигенного анализа по областям 5.8S, ITS2 и 28S рРНК. Представлена ревизия классификации отдела Basidiomycota, продолжена интеграция анаморфных грибов в роды Ascomycota.
Авторы статей 10-го издания:
- Т. Андрианова (Институт ботаники им. М. Г. Холодного, Киев, Украина) — биографии и другое;
- А. Аптрот (André Aptroot, ABL Herbarium, Суст, Нидерланды) — Pyrenulales, Verrucariales;
- А. Арчер (Alan Archer, Национальный гербарий Нового Южного Уэльса, Сидней, Австралия) — Ostropales;
- Дж. Бенни (Jerry Benny, Флоридский университет, США) — Zygomycota;
- Р. Берндт (Reinhardt Berndt, Тюбингенский университет, Германия) — Pucciniomycetes;
- М. Блэкуэлл (Meredith Blackwell, Батон-Руж, США) — биографии;
- Э. Боа (Eric Boa, CABI Europe-UK, Великобритания) — съедобные грибы;
- У. Браун (Uwe Braun, Галле-Виттенбергский университет, Германия) — Erysiphales, Venturiaceae;
- А. Бадди (Alan Buddie, CABI Europe-UK, Великобритания) — статьи по технике молекулярных исследований;
- П. Кроус (Pedro Crous, Centraalbureau voor Schimmelcultures, Утрехт, Нидерланды) — Botryosphaeriales, Capnodiales;
- У. Эрикссон (Ove Eriksson, Университет Умео, Швеция) — Lahmiales, Neolectales, Pleosporales;
- Г. Эванс (Harry Evans, CABI Europe-UK, Великобритания) — статьи, касающиеся взаимоотношений грибов и насекомых;
- Ж. Б. Феррейра (João Baptista Ferreira, Лиссабон, Португалия) — биографии;
- О. Константинеску (Ovidiu Constantinescu, Уппсальский университет, Швеция) — Oomycetes;
- Н. Гоу (Neil Gow, Абердин, Великобритания) — биографии;
- П. Джонстон (Peter Johnston, Окленд, Новая Зеландия) — Helotiales, Rhytismatales;
- Jan Kohlmeyer, Brigitte Volkmann-Kohlmeyer (Университет Северной Каролины, Morehead City, США) — Lulworthiales, Microascales;
- К. Курцман (Clete Kurtzman, Министерство сельского хозяйства США, Пеория (Иллинойс)) — Saccharomycetales;
- Т. Кюйпер (Thom Kuyper, Вагенингенский университет, Вагенинген, Нидерланды) — агарикоидные базидиомицеты;
- Т. Лессо (Thomas Læssøe, ботанический институт Копенгагенского университета, Дания) — Xylariales;
- Р. Ларссон (Ronny Larsson, Лундский университет, Швеция) — Microsporidia;
- П. Летчер (Pete Letcher, Алабамский университет, Тускалуса, США) — Chytridiomycota;
- Bob Lichtwardt (Канзасский университет, США) — Trichomycetes
- Р. Люкинг (Robert Lücking, Музей естественной истории им. Филда, Чикаго, США) — Arthoniales, Ostropales;
- Т. Лумбш (Thorsten Lumbsch, Музей естественной истории им. Филда, Чикаго, США) — Agyriales, Pertusariales;
- Ф. Лутцони, Й. Мёндликовская (François Lutzoni, Jolanta Miądlikowska, Университет Дьюка, США) — Acarospoales, Peltigerales;
- П. Пандо (Paco Pando, Мадрид, Испания) — Mycetozoa;
- Д. Пфистер, М. Смит (Don Pfister, Matt Smith, Гарвардский университет, Кембридж, США) — Pezizales;
- А. Филлипс (Alan Phillips, Новый лиссабонский университет) — Botryosphaeriales;
- М. Реблова (Martina Réblová, Академия наук Чехии) — Calosphaeriales, Chaetosphaeriales, Trichosphaeriales;
- П. Робертс (Peter Roberts, Королевские ботанические сады Кью, Великобритания) — Tremellales и сходные таксоны;
- Э. Россман (Amy Rossman, Министерство сельского хозяйства США, Beltsville) — Diaporthales, Hypocreales;
- М. Райан (Matt Ryan, CABI Europe-UK, Великобритания) — статьи о коллекциях генных ресурсов;
- А. Шюслер (Arthur Schüßler, Мюнхенский университет Людвига-Максимилиана, Германия), К. Уокер (Chris Walker, Эдинбург, Великобритания) — Glomeromycota;
- Дж. Спатафора (Joey Spatafora, Университет штата Орегон, Корваллис, США) — Hypocreales;
- Б. Спунер (Brian Spooner, Королевские ботанические сады Кью, Великобритания) — Helotiales, Leotiales;
- А. Телер (Anders Tehler, Шведский музей естествознания, Стокгольм) — Arthoniales;
- Marco Thines (Гогенгеймский университет, Штутгарт, Германия) — Oomycetes;
- В. Унтерейнер (Wendy Untereiner, Брандонский университет, Канада) — Chaetothyriales, Dothideales;
- К. Ванки (Kálmán Vanký, Тюбинген, Германия) — Ustilaginomycets;
- М. Ведин (Matt Wedin, Шведский музей естествознания, Стокгольм) — Agyriales, Ostropales, Peltigerales, Teloschistales;
- М. Уайт (Merlin White, Boise State University, США) — Trichomycetes;
- М. Уингфилд (Mike Wingfield), В. де Бер (Wilhelm de Beer), Marieka Gryzenhout (FABI, Претория, ЮАР) — Cryphonectriaceae; Ophiostomatales.

## Интересные факты
Первое издание «Словаря грибов» было подготовлено Дж. Эйнсуортом во время ночных дежурств на службе в пожарной охране Лондона.